# Aphonomorphus variegatus
Aphonomorphus variegatus is een rechtvleugelig insect uit de familie krekels (Gryllidae). De wetenschappelijke naam van deze soort is voor het eerst geldig gepubliceerd in 1912 door Lucien Chopard.
1. ↑  (en) Aphonomorphus variegatus op de IUCN Red List of Threatened Species.